# Marcos Arouca
Marcos Arouca da Silva, meglio noto come Marcos Arouca (Duas Barras, 11 agosto 1986), è un ex calciatore brasiliano, di ruolo centrocampista.

## Caratteristiche tecniche
Giocatore potente fisicamente, dotato di grande corsa e una discreta abilità negli inserimenti. Prevalentemente centrocampista centrale può tuttavia ricoprie tutti i ruoli del centrocampo grazie ad una ottima duttilità tattica.

## Carriera
Arouca cresce calcisticamente nella Fluminense nelle cui file milita fino al 2009, quando viene ceduto al San Paolo. Dal 2010 al 2015 gioca invece nel Santos riuscendo a essere anche convocato in Nazionale.

## Palmarès

### Club

#### Competizioni statali
- Taça Rio: 1

Fluminense: 2005
- Campionato Carioca: 1

Fluminense: 2005
- Campionato paulista: 3

Santos: 2010, 2011, 2012

#### Competizioni nazionali
- Coppa del Brasile: 3

Fluminense: 2005
Santos: 2010
Palmeiras: 2015
- Campionato brasiliano: 1

Palmeiras: 2016

#### Competizioni internazionali
- Coppa Libertadores: 1

Santos: 2011
- Recopa Sudamericana: 1

Santos: 2012

### Nazionale
- Campionato mondiale Under-17: 1

2003